# Sorviji
Sorviji (en rus: Сорвижи) és un poble de l'óblast de Kírov, a Rússia, segons el cens del 2010 tenia 728. Pertany al districte d'Arbaj.